# 東京家政学院短期大学
東京家政学院短期大学（とうきょうかせいがくいんたんきだいがく、英語: Tokyo Kasei Gakuin Junior College）は、東京都千代田区三番町22に本部を置いていた日本の私立大学である。1950年に設置され、2010年に廃止された。大学の略称は家政学院短大。

## 概観

### 大学全体
- 東京家政学院短期大学は、東京都千代田区内にある日本の私立短期大学で短大制度が発足した1950年に設置された。運営主体は学校法人東京家政学院。1923年創立の家政研究所が起源となっており、2010年の廃止時は女子短大で、1学科3専攻となっていた。かつては東京都町田市に英語科のキャンパスも存在したが、こちらは東京家政学院大学への学部改組により廃止されている。

### 建学の精神（校訓・理念・学是）
- 東京家政学院短期大学における「建学の精神」は「知識を深める」・「徳性を養う」・「技術を磨く」となっている。

### 教育および研究
- 東京家政学院短期大学は生活科学をベースとした科目となっている。ファッションやアパレルほか生活科学について全般を学ぶ生活科学専攻、栄養士を養成する食物栄養専攻、食品科学について学ぶ食品バイオ専攻がある。

### 学風および特色
- 東京家政学院短期大学は、東京家政学院大学に併設された短大となっている関係上、両者との交流が盛んである。学科は、大学の学部・学科に類似しているものがあり、短大卒業後、同大学へ編入学する学生も少なくない。

## 沿革
- 1923年 家政研究所が開設される。
- 1925年 東京家政学院が創立。
- 1927年 東京家政専門学校に改組。
- 1939年 東京家政学院高等女学校に改組。
- 1950年 東京家政学院短期大学開学。家政科を設置。
- 1951年 別科家政専修を設置。
- 1984年 学科を増設。
  - 英語科
    - 英語専攻
    - 秘書専攻
- 1993年 家政科を生活科学科と改称され、専攻分離される。
  - 生活科学専攻
  - 食物栄養専攻
- 1994年 別科家政専修を生活科学専修に改組。修業年限は昼間部1年制となっていた。
- 2004年 生活科学科に食品バイオ専攻が新設される。
- 2009年 東京家政学院大学と発展的に統合するため、東京家政学院短期大学生活科学科の募集停止。
- 2010年 廃校。東京家政学院大に吸収される。

## 基礎データ

### 所在地
- 千代田キャンパス（東京都千代田区三番町22）

#### 過去にあったキャンパス
- 町田キャンパス（東京都町田市相原町2600）：過去にあった英語科のキャンパス

### 交通アクセス
- JR中央本線・都営地下鉄新宿線市ケ谷駅下車。

### 象徴
- 東京家政学院短期大学のカレッジマークは大学と同様、薔薇をモチーフに、「建学の精神」である「知識を深める（knowledge）」・「徳性を養う（Virtue）」・「技術を磨く（Art）」の英語の頭文字が記されたものとなっている。

## 教育および研究

### 組織

#### 学科
- 生活科学科
  - 生活科学専攻
  - 食物栄養専攻
  - 食品バイオ専攻

##### 過去にあった学科
- 英語科：最終募集はいずれの専攻も1998年。
  - 英語専攻
  - 秘書専攻

#### 専攻科
- なし

#### 別科
- かつて生活科学専修が設けられていた。

##### 取得資格について
資格
- 栄養士：生活科学科食物栄養専攻

受験資格
- フードスペシャリスト及び中級バイオ技術者受験資格：生活科学科食品バイオ専攻

教職課程
- 栄養教諭二種免許状：生活科学科食物栄養専攻
- 中学校教諭二種免許状
  - 家庭
    - 生活科学科
      - 生活科学専攻
      - 食物栄養専攻
      - 食品バイオ専攻

  - 英語：過去にあった英語科にて設置されていた（英語専攻のみ）

## 学生生活

### 部活動・クラブ活動・サークル活動
- 東京家政学院短期大学のクラブ活動
  - 体育系：スノーボード・バスケットボール・バレーボール・ダンス・パラグライダー・剣道・テニスほか
  - 文化系：フォークソング・ボランティア・吹奏楽・合唱・ピアノ・釣り・和装ほか

### 学園祭
- 東京家政学院短期大学の学園祭は「KVA祭」と呼ばれ大学と合同で行われているのが特徴である。

## 大学関係者と組織

### 大学関係者一覧
- 武部欽一：初代学長

## 施設

### キャンパス
- 学生ラウンジ
- 図書館分室
- 階段教室
- 就職資料室
- 給食管理実習室
- エクササイズ・ルーム
- 体育館
- KVA会館
- テニスコート

## 対外関係

### 系列校
- 東京家政学院大学
- 東京家政学院中学校・高等学校
- 筑波学院大学

## 卒業後の進路について

### 就職について
- 生活科学科
  - 生活科学専攻：日東製粉・ドトールコーヒー・東京中央青果・伊勢丹・三越・東急百貨店・京王百貨店・山善・玉屋・日本信販・凸版印刷・am/pm・ジェイティービー・千葉トヨタ自動車・明治製菓・キユーピー・丸磯建設等一般企業ほか診療所や教育委員会などへの就職者もみられる。
  - 食物栄養専攻：在学中に取得した資格を活かして日清医療食品・エームサービス・吉野家・ グリーンハウス・オリジン東秀等の食品関連や各種病院や保育園・学校給食などに就職している。専門外としてはハウス食品・ヱスビー食品・マックスファクター・君津信用組合・日本通運・ルミネ・オザムなどがある。
  - 食品バイオ専攻
- 英語科：一般企業への就職者が多かったものとみられる。

### 編入学・進学実績
- 系列となっている東京家政学院大学への編入学制度があった。